# Eisenbahnunfall von Warangal
Bei dem Eisenbahnunfall von Warangal entgleiste am 2. Juli 2003 ein Zug im gleichnamigen Bahnhof im indischen Bundesstaat Telangana und Teile des Zuges stürzten ab. Dabei starben 21 Menschen.

## Ausgangslage
Der Golconda Express war als Zug Nr. 7201 von Guntur nach Secunderabad auf der hier elektrifizierten Breitspurstrecke Vijayawada–Kazipet der South Central Railway der Indian Railways unterwegs. Fahrplanmäßig war für den Zug gegen 10:25 Uhr ein Halt im Bahnhof Warangal. vorgesehen. Dazu wurde er auf ein Überholgleis geleitet. Die Ausfahrt aus dem Bahnhof war noch nicht freigegeben und deshalb die Schutzweiche am Ende des Überholungsgleises so gestellt, dass die Fahrstraße in ein Stumpfgleis führte, an dessen Ende ein Sandhügel als Prellbock diente. Dahinter verläuft eine sieben Meter tiefer gelegene Straße, wo sich ein Stand für Fahrrad-Rikschas und ein Fischmarkt befanden.

## Unfallhergang
Der Lokomotivführer bremste zu spät und konnte den Zug nicht mehr anhalten, bevor er die Schutzweiche überfuhr. Die Lokomotive durchpflügte den Sandhügel, stürzte ab, rammte dabei auch die parallel liegende Brücke, mit der die durchgehenden Gleise über die Straße hinweg geführt werden, und fiel auf die dahinter und darunter entlangführende Straße, wo sie zahlreiche Menschen unter sich begrub. Vier Wagen des Zuges entgleisten, zwei davon stürzten um.

## Folgen
21 Menschen starben, 24 weitere wurden verletzt. Sieben der Toten waren Menschen, die sich auf der Straße aufgehalten hatten und von der herabstürzenden Lokomotive erschlagen wurden. Sie fiel unter anderem auf ein Autorikscha.
Aus Kazipet und Secunderabad wurde je ein Hilfszug entsandt. Die Rettungsarbeiten wurden durch starke Monsun-Regenfälle behindert, die den Einsatz von Schneidbrennern unmöglich machten.